# Medeski, Martin and Wood
Medeski, Martin and Wood est un trio américain de jazz contemporain originaire de New York, formé en 1991 et signé sur le label Blue Note entre 1998 et 2006.
Le groupe est composé du claviériste John Medeski, du batteur/percussionniste Billy Martin et du bassiste/contrebassiste Chris Wood. Il se distingue par son aptitude à proposer un jazz ouvert à d'autres courants musicaux tels que le hip-hop, le funk et le rock, et varier les ambiances d'une publication à l'autre. Sa grande maîtrise musicale et le sens de l'improvisation qui en découle en font une formation taillée pour la scène. Le goût de John Medeski pour l'orgue Hammond rappelle l'afro-américain Jimmy Smith, Billy Martin joue de nombreuses percussions et Chris Wood possède un jeu de basse particulièrement funk. Ils collaborent régulièrement avec le guitariste John Scofield, de même qu'avec le label expérimental de John Zorn, Tzadik, depuis 2008.

## Discographie

### Albums studio
Sur le label Accurate
- 1992 : Notes From the Underground

Sur Gramavision
- 1993 : It's A Jungle In Here
- 1995 : Friday Afternoon In The Universe
- 1996 : Shack-Man
- 1997 : Bubblehouse (maxi de remixes)

Sur Blue Note
- 1998 : Combustication
- 1999 : Combustication Remix EP (mini-album de remixes)
- 2000 : The Dropper
- 2002 : Uninvisible
- 2004 : End Of The World Party (Just In Case)

Sur Indirecto
- 2006 : Out Louder (avec John Scofield)
- 2008 : Radiolarians I
- 2009 :
  - Radiolarians II
  - Radiolarians III
  - Radiolarians: The Evolutionary Set
- 2014 : Juice (avec John Scofield)

Autoédition
- 1997 : Farmer's Reserve

Sur Little Monster
- 2008 : Let's Go Everywhere (album pour enfants)

Sur Tzadik
- 2008 : Zaebos: Book of Angels Volume 11 (musique de John Zorn)

### Albums scéniques
- 2000 : Tonic (Blue Note)
- 2001 : Electric Tonic (autoédition)
- 2010 : The Stone: Issue Four (Tzadik, au profit du club new-yorkais The Stone)
- 2011 : In Case the World Changes Its Mind - Live (Indirecto, avec John Scofield)
- 2012 : Free Magic - Live (Indirecto, enregistré en 2007)
- 2014 : Woodstock Sessions Vol. 2 (Woodstock Sessions, avec Nels Cline)

### Compilations
- 1999 : Last Chance To Dance Trance (Perhaps) - Best Of 1991-1996 (Gramavision)
- 2006 : Note Bleu - Best of the Blue Note Years 1998-2005 (Blue Note)

### Collaborations
- 1998 : John Scofield, A Go Go.
- 2000 : Chris Whitley, Perfect Day.
- 2012 : Lee Ranaldo , Between the times ans the tides.